# Polioptila
Polioptila är ett fågelsläkte i familjen myggsnappare inom ordningen tättingar. Släktets medlemmar förekommer i Nord- och Sydamerika från sydöstra Kanada i norr till Amazonområdet och centrala Bolivia i söder. Nedanstående lista med 16 arter följer AviList:
- Guyanamyggsnappare (P. guianensis)
- Skiffermyggsnappare (P. schistaceigula)
- Iquitosmyggsnappare (P. clementsi)
- Amazonmyggsnappare (P. paraensis)
- Svartmaskad myggsnappare (P. dumicola)
- Gräddbukig myggsnappare (P. lactea)
- Kubamyggsnappare (P. lembeyei)
- Tropikmyggsnappare (P. plumbea)
- Marañónmyggsnappare (P. maior)
- Yucatánmyggsnappare (P. albiventris)
- Vitbrynad myggsnappare (P. bilineata)
- Svartbrynad myggsnappare (P. caerulea)
- Ökenmyggsnappare (P. melanura)
- Californiamyggsnappare (P. californica)
- Svarthuvad myggsnappare (P. nigriceps)
- Vittyglad myggsnappare (P. albiloris)